# SV St. Jakob/Rosental
Der Sportverein St. Jakob im Rosental, kurz SV St. Jakob/Rosental, ist ein Fußballverein aus der Kärntner Marktgemeinde Sankt Jakob im Rosental. Der Verein gehört dem Kärntner Fußballverband (KFV) an und spielt seit der Saison 2017/18 in der Kärntner Liga, der vierthöchsten Spielklasse.

## Geschichte
Der SV St. Jakob/Rosental wurde 1976 gegründet. Der Verein spielte nach seiner Gründung immer in den untersten Ligen Kärntens. In der Saison 2010/11 gelang den Rosentalern hinter dem SV Egg als Vizemeister der 2. Klasse B der Aufstieg in die sechstklassige 1. Klasse. In der Saison 2011/12 wurde St. Jakob Achter in der 1. Klasse B. 2012/13 belegte man den siebten Tabellenrang.
In der Saison 2013/14 wurde der Verein überlegen Meister der 1. Klasse B, auf Vizemeister Rapid Feffernitz hatte man 16 Punkte Vorsprung. Somit stieg man auch erstmals in die fünftklassige Unterliga auf. In der Debütsaison 2014/15 erreichte St. Jakob prompt den dritten Rang. Auch in der Saison 2015/16 belegten die Rosentaler den dritten Rang. In der Saison 2016/17 wurde der Verein schließlich mit einem Zehn-Punkte-Vorsprung auf Vizemeister SV Dellach/Gail Meister der Unterliga West und stieg somit erstmals in der Vereinsgeschichte in die Kärntner Liga, die höchste Spielklasse des Bundeslandes, auf.
In der Premierenspielzeit in der Landesliga gelang St. Jakob mit Rang elf der Klassenerhalt. In der Saison 2018/19 wurde der Klub erneut Elfter, der Klassenerhalt war aber diesmal schon knapper, auf den besten Absteiger TSU Matrei hatte man nur vier Punkte Vorsprung. In der Saison 2019/20 wurde St. Jakob hingegen Herbstmeister und lag zur Winterpause auf dem zweiten Rang. Danach wurde die Meisterschaft aufgrund der COVID-19-Pandemie abgebrochen und St. Jakob wurde somit die Chance auf den erstmaligen Aufstieg in die Regionalliga genommen. Immerhin löste der Verein durch den zweiten Rang zum Zeitpunkt des Abbruchs ein Ticket für den ÖFB-Cup in der darauffolgenden Spielzeit. Beim Cupdebüt in der Saison 2020/21 traf man in der ersten Runde auf den Regionalligisten Wiener Sport-Club, gegen den man allerdings chancenlos war und mit 5:0 verlor.